# Clima subtropical
El clima subtropical es aquel que predomina en las zonas templadas próximas a los trópicos terrestres. También se ha definido como un clima cálido intermedio entre el clima tropical y el templado. Por otro lado, se suele clasificar entre los climas templados; más precisamente, entre los templados cálidos. Simplificando, suelen definirse como subtropicales las regiones en las que la temperatura media anual no baja de 18 °C, y en las que la temperatura media del mes más frío del año se encuentra entre esta marca y los 6 °C.

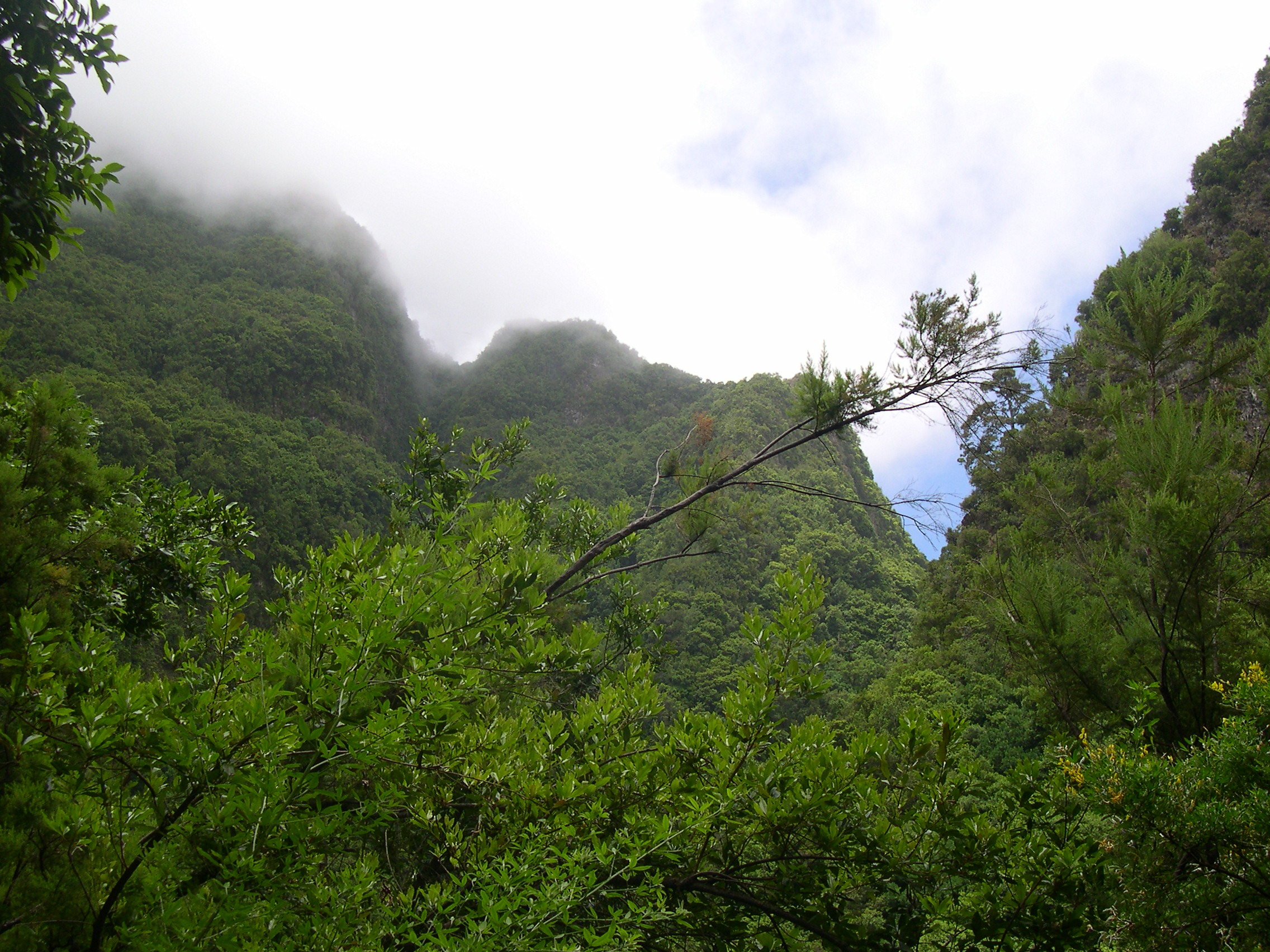
Laurisilva canaria en la isla de La Palma (España).

Las distintas clasificaciones de climas subtropicales contemplan también otros parámetros, en especial la lluvia. El monto y la estacionalidad de las mismas son muy contrastantes entre las zonas costeras al oeste y al este de los continentes. Esto se debe a la influencia muy importante de las corrientes marinas frías en las áreas subtropicales del oeste de los continentes, y las corrientes cálidas en las áreas también subtropicales (es decir, ubicadas en la misma latitud) pero en las costas orientales de los continentes.
El mapa del clima subtropical muestra la localización que se reparte en los continentes a una misma latitud, lo que identifica a los climas subtropicales como climas zonales pero con distinta cantidad de lluvias según la influencia recibida de la proximidad del mar, de los vientos constantes o planetarios y, sobre todo, de las corrientes marinas que constituyen 3 de los 5 factores climáticos que se identifican en el artículo sobre el clima.
Este valor contrastante de las lluvias según la posición con respecto a las corrientes marinas y a los vientos dominantes en las costas continentales del este y oeste convierten a los dos tipos de clima subtropical (lluvioso y seco o mediterráneo) en dos tipos climáticos distintos. Por ello conviene hablar del clima mediterráneo (que es el único tipo de clima en la Tierra en el que la época de sequía coincide con el de más calor) como un tipo de clima distinto al verdaderamente subtropical, en el que la humedad y la temperatura son más homogéneas a lo largo del año.
Algunos ejemplos de ciudades con clima subtropical son:

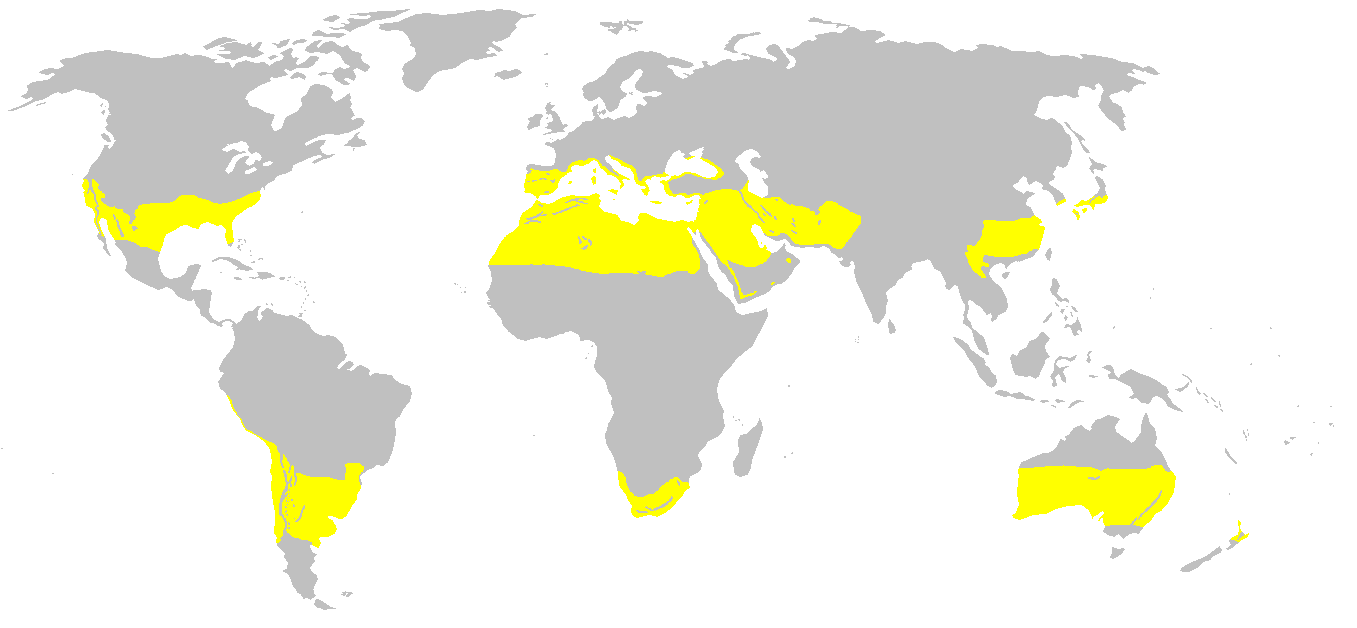
En color amarillo, extensión de las zonas con clima subtropical.

- Hemisferio norte: Atlanta, Milán, Houston, Hong Kong, Shanghái, Guadalajara, Málaga, Orlando, Dallas, Hanói, Macao, Washington D. C., Tokio, Taipéi.
- Hemisferio sur: Buenos Aires, Sídney, Porto Alegre, São Paulo, Durban, Johannesburgo, Melbourne, Brisbane.

## Clasificaciones climáticas

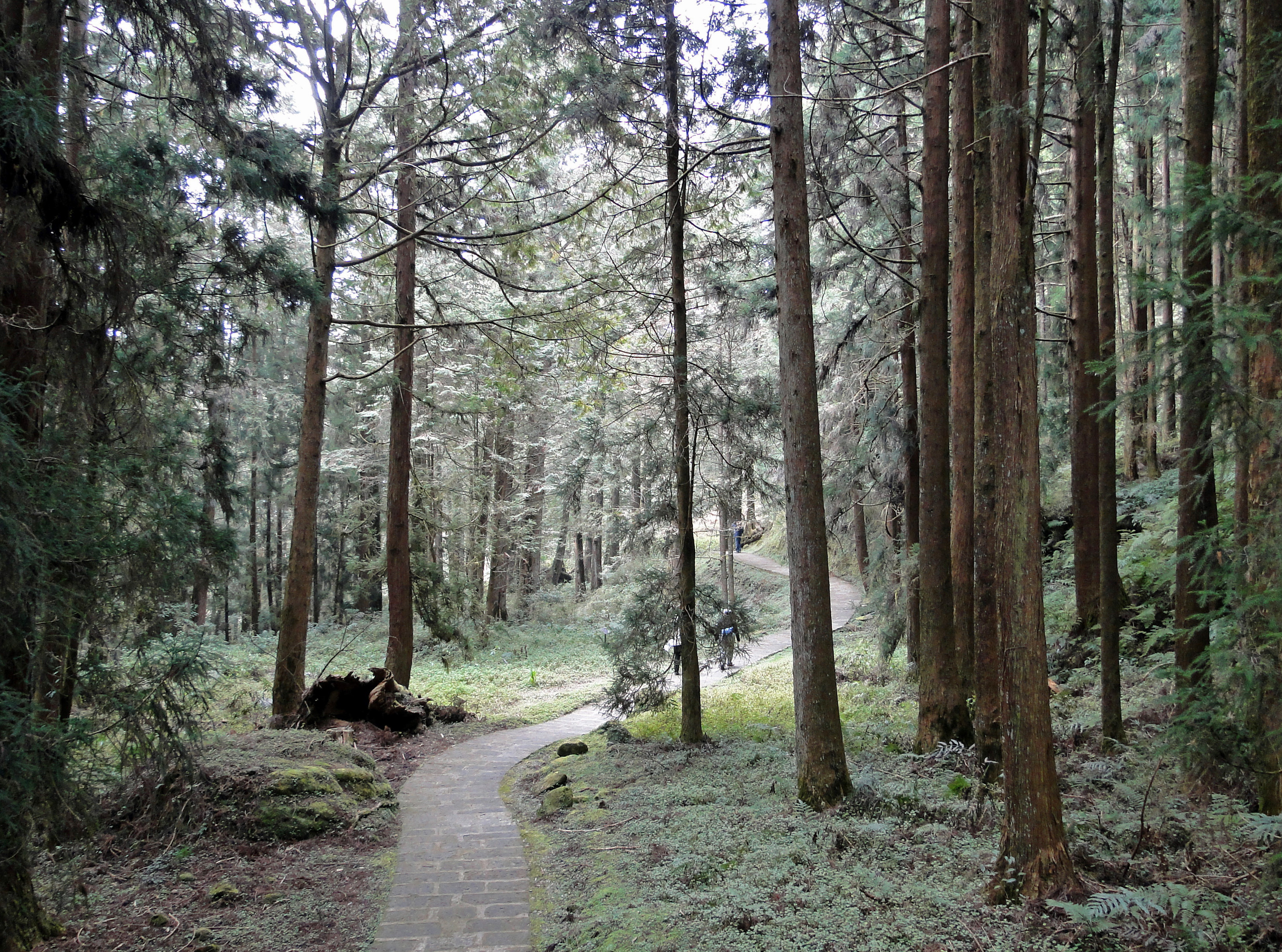
Bosque subtropical de Alishan en Taiwán

### Köppen
Según la clasificación climática de Köppen, los climas subtropicales son aquellos climas templados de la llamada «región C» con una temperatura media superior a los 22 °C en el mes más cálido del año. Se distinguen también climas subtropicales de humedad constante de aquellos en que una u otra estación es seca; este último es el caso del clima mediterráneo típico, con veranos muy secos que determinan las características específicas de su vegetación y fauna.
Este sistema fue propuesto en 1918 por Wladimir Peter Köppen, con algunas modificaciones añadidas en 1936.

### Strahler
Según la clasificación climática de Strahler, el clima subtropical se divide en el clima subtropical húmedo —o clima chino— y el clima subtropical seco —o clima mediterráneo—.
Este sistema fue propuesto en 1969 por Arthur Newell Strahler.

### Holdridge
Para el sistema de Holdridge de 1947, las zonas subtropicales son semicálidas, presentando entre 18 y 24 °C de temperatura media anual.

### Flohn
De acuerdo con la clasificación climática de Flohn, hay dos zonas subtropicales: La de clima seco de los grandes desiertos y la de clima mediterráneo (de verano seco).

## Tipos
En líneas generales, se considera que son subtropicales los siguientes climas:
- Clima subtropical húmedo Cfa
- Clima subtropical monzónico Cwa
- Clima mediterráneo típico Csa
- Clima subtropical seco BShw
- Clima mediterráneo seco BShs
- Clima subtropical árido BWh

## Vegetación
Se considera que son subtropicales los siguientes biomas o ecosistemas:
- Bosque subtropical
  - Selva subtropical o costera
  - Bosque seco subtropical
  - Bosque subtropical húmedo caducifolio
  - Bosque subtropical de coníferas
  - Bosque premontano o selva montana
  - Bosque y matorral mediterráneo
- Sabana
- Matorral xerófilo
- Desierto